# سيزار روزاريو موراليس
سيزار روزاريو موراليس (بالإسبانية: César Rosario Morales)‏ هو لاعب كرة قدم مكسيكي، ولد في 5 أكتوبر 1986. لعب مع دورادوس سينالوا.

## روابط خارجية
- سيزار روزاريو موراليس على موقع Soccerway.com (الإنجليزية)